# Gondelbahn Grindelwald–Männlichen

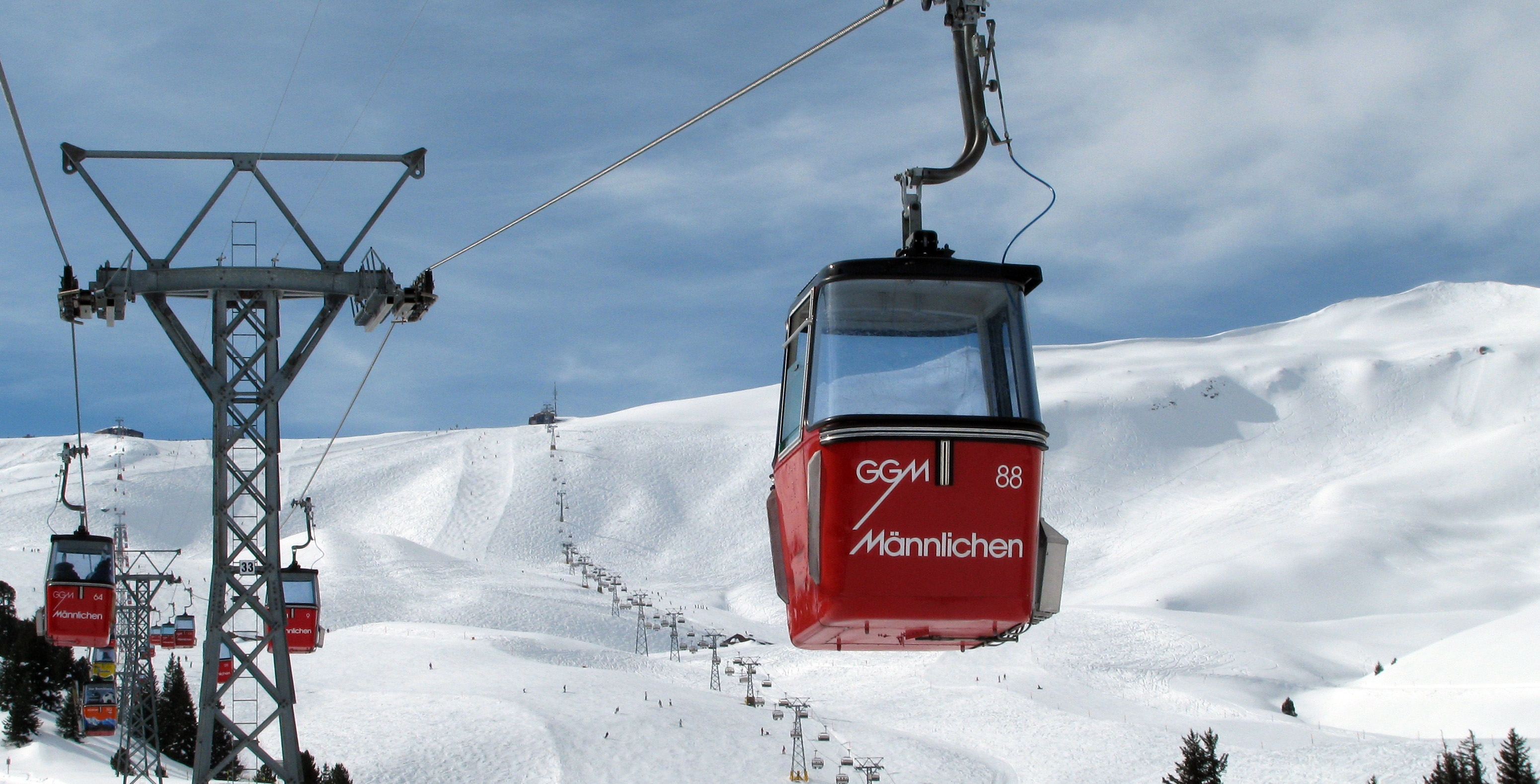
Obere Sektion mit alten Vierergondeln – Blick zur Bergstation im Winter

Die Gondelbahn Grindelwald–Männlichen (GGM), auch Männlichenbahn Grindelwald genannt, ist eine Gondelbahn im Berner Oberland in der Schweiz, die von Grindelwald auf den Berg Männlichen führt.

## Lage und Strecke
Die Talstation liegt in Grindelwald-Grund (937 m ü. M.) im Talboden. Über die Mittelstation Holenstein (1624 m ü. M.) führt die Bahn zur Bergstation Männlichen (2225 m ü. M.). In der Mittelstation wird die Laufrichtung leicht geändert (Knick bergwärts nach links). Der Höhenunterschied beträgt insgesamt also 1288 Meter. Von der auf einem Sattel gelegenen Bergstation ist es noch ein rund zwanzigminütiger Spaziergang zum Berggipfel des Männlichen (2343 m ü. M.). In der Nähe der Bergstation befindet sich diejenige der Luftseilbahn Wengen–Männlichen, die den Berg von Westen erschliesst.
Im Sommer dienen die Bergstation Männlichen und die Mittelstation Holenstein als Ausgangspunkt für zahlreiche Wanderungen. Im Winter bringt die Männlichenbahn Skifahrer ins Skigebiet Männlichen/Kleine Scheidegg. 20 Bahnen und Lifte mit über 100 Kilometern Pisten stehen den Wintersportlern zur Verfügung.

## Daten

### Länge

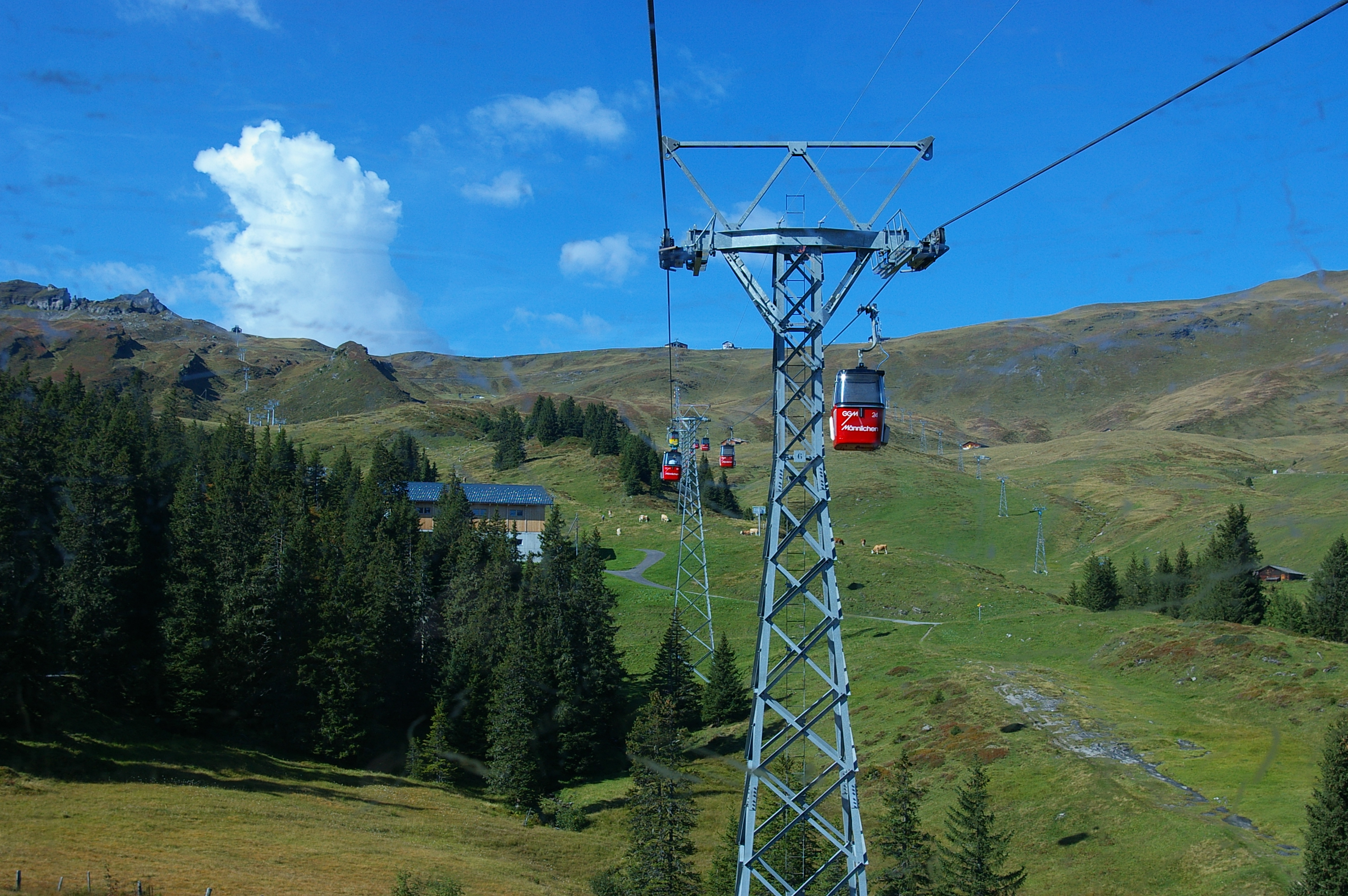
Obere Sektion der alten Vierergondeln – Blick zur Bergstation

Bei der Eröffnung am 23. Dezember 1978 war die Bahn mit einer Gesamtlänge von 6,2 Kilometern die längste Gondelbahn der Welt, soweit damit moderne Personen-Bergbahnen gemeint sind. Die Luftseilbahn Norsjö ist mit 13 Kilometern deutlich länger, ging aber aus einer stillgelegten Materialseilbahn hervor und verläuft in weitgehend flachem Gelände. Frühere Materialseilbahnen waren bis zu 96 Kilometer lang. Die 1995 eröffnete Skyrail Rainforest Cableway in Australien ist mit einer Sektion von 4,8 Kilometern und einer Gesamtlänge von 7,5 Kilometern länger.

### Gondelbahn von 2019
Die im Dezember 2019 eröffnete Gondelbahn von Garaventa besteht aus 111 Gondeln für zehn Personen und läuft in zwei Sektionen über 33 Stützen. Sie ist eine Bahn vom Typ D-Line. Die Anlage wurde gegenüber der alten Gondelbahn von 1978 um wenige Meter nach Norden versetzt erbaut. Die Kapazität konnte gegenüber der alten Bahn auf 1800 Personen pro Stunde verdoppelt und die Fahrzeit auf 19 Minuten reduziert werden. Die Förderleistung könnte mit 135 Gondeln sogar auf 2200 Personen pro Stunde erhöht werden. Als Besonderheit weist die Bahn eine bei modernen Anlagen unübliche Gewichtsabspannung des Förderseiles auf. Der Antrieb befindet sich in der jeweiligen Bergstation der Sektion.

### Gondelbahn von 1978
Die Gondelbahn von 1978 wurde von der Habegger Maschinenfabrik in Thun als vollautomatische Habegger-Einseil-Umlaufbahn gebaut. Die Anlage wurde in zwei Sektionen mit je einem 40-mm-Seil errichtet. In der Mittelstation wurden die Vierergondeln automatisch von einem Seil auf das andere transportiert. Die horizontale Länge der ersten Sektion betrug 3068 Meter, diejenige der zweiten 3003 Meter, die horizontale Länge insgesamt somit 6071 Meter. In der Schräge waren die Sektionen 3167 Meter respektive 3073 Meter lang, insgesamt 6240 Meter. Auf der ganzen Strecke gab es 52 Stützen, von denen die höchste 38 Meter mass. Der Antrieb für beide Seile war in der Mittelstation. Die Fahrgeschwindigkeit betrug maximal vier Meter pro Sekunde (14,4 Kilometer pro Stunde), die Förderleistung 900 Personen pro Stunde. Die Fahrt dauerte rund eine halbe Stunde. Nach der Inbetriebnahme wurden die Tal- und die Bergstation mehrfach umgebaut. Im Herbst 1989 wurden die Seile erneuert.
Die erste Sektion verfügte in Itramen über den Zwischenausstieg Egg, der aber kaum genutzt wurde.

### Passagiere
Im Jahr 2018 transportiere die Gondelbahn 855'968 Personen, rund zwei Drittel davon im Winter.

## V-Bahn
Da die Konzession der Bahn ursprünglich bis April 2018 befristet war, wurde eine neue Gondelbahn mit modernen Achtergondeln geplant. Das Projekt sah aber nicht nur einen Ersatz der alten Bahn vor. Ab Grindelwald-Grund wurde mit dem Eiger Express eine zweite (3S-)Seilbahn geplant, die zur Station Eigergletscher der Jungfraubahn führt und Passagiere schneller aufs Jungfraujoch bringen soll. Zusammen bilden die beiden Anlagen die sogenannte «V-Bahn». Der neue Terminal in Grindelwald-Grund erhielt ein Parkhaus und einen Anschluss in der Rothenegg zu einer neuen Haltestelle Grindelwald Terminal der Berner-Oberland-Bahn.
Für das Projekt V-Bahn wurden Kosten von 470 Millionen Franken geplant. Sein Bau wurde am 1. Juni 2018 vom Bundesamt für Verkehr bewilligt, nachdem 17 Einsprachen vor allem von Naturschutzorganisationen eingegangen waren, die eine Beeinträchtigung des Landschaftsbildes befürchteten. Der Bau startete im Sommer 2018.
Die letzte Fahrt der alten Gondelbahn fand am 31. März 2019 statt, und der Ersatzbau nahm am 14. Dezember 2019 den Betrieb auf. Am 4. Dezember 2020 hat Bundeskanzler Walter Thurnherr eine Eröffnungsrede für die V-Bahn gehalten. Am 5. Dezember 2020 wurde der Eiger Express zur Station Eigergletscher in Betrieb genommen. Die Stiftung Landschaftsschutz Schweiz kritisierte, dass der Eiger Express eine starke Landschaftsbeeinträchtigung sei. Es sei «ein Zeichen einer aus der Zeit gefallenen Tourismusstrategie».
Die Jungfraubahn Holding AG ist mit 35,5 % an der Gondelbahn Grindelwald–Männlichen AG beteiligt und mit 80 % an der Grindelwald Grund Infrastruktur AG.